# Arnold Schwarzenegger

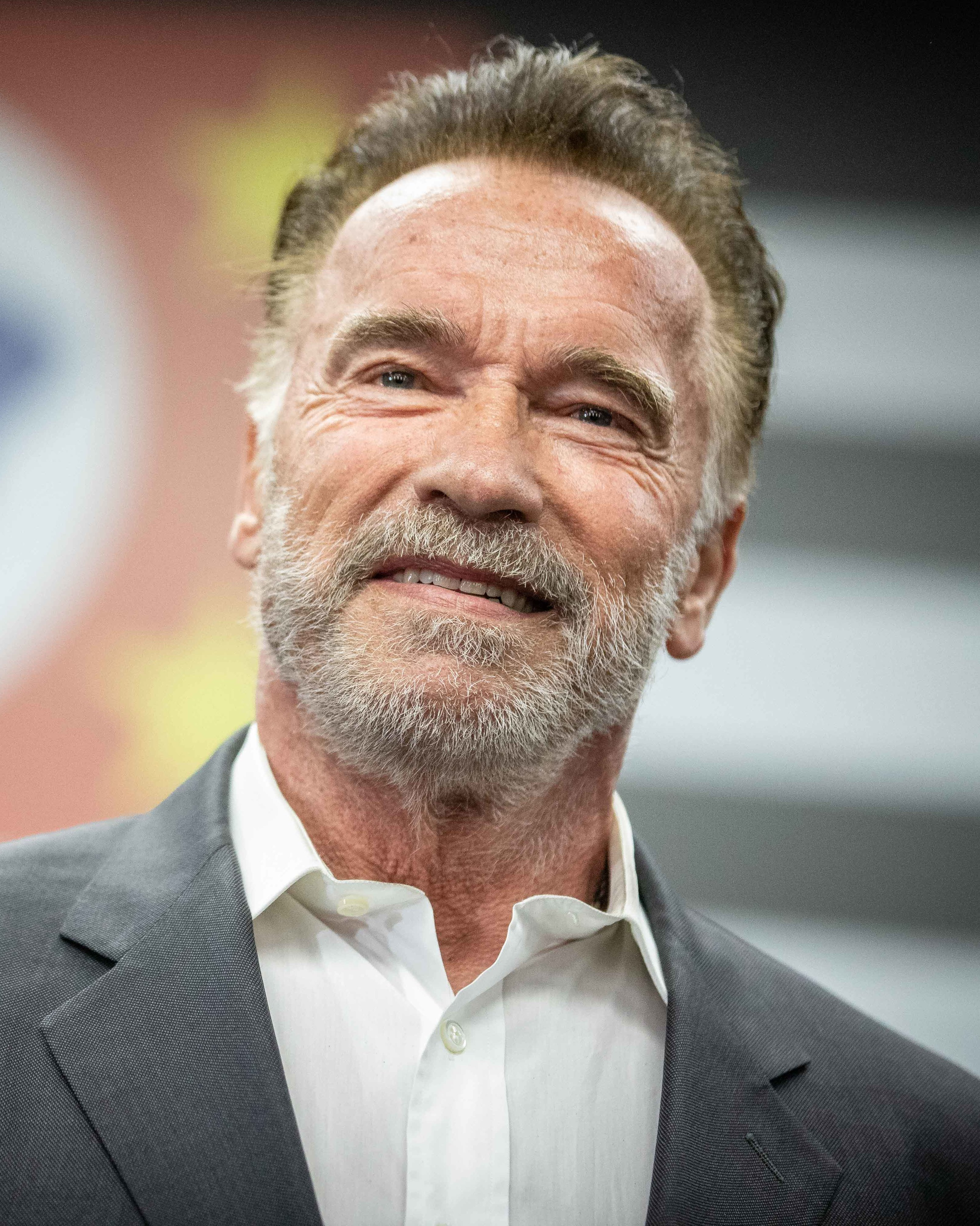
Arnold Schwarzenegger (2019)

Arnold Alois Schwarzenegger (* 30. Juli 1947 in Thal, Steiermark) ist ein in Österreich geborener Schauspieler, Publizist, Autor, Unternehmer und ehemaliger Bodybuilder. Seit 1983 besitzt er zusätzlich die amerikanische Staatsbürgerschaft und war als US-Politiker der Republikaner von 2003 bis 2011 der 38. Gouverneur Kaliforniens. 
Vor seiner politischen Karriere erlangte er vor allem als siebenfacher Mister Olympia sowie aufgrund zahlreicher Hollywoodfilme – insbesondere durch die Titelrolle in Terminator – internationale Bekanntheit. Diese Rolle brachte ihm im Vorfeld seiner Kandidatur den Spitznamen Governator ein.
Sein erfolgreiches und wechselhaftes Leben gilt als ein Beispiel für die Verwirklichung des „amerikanischen Traumes“ durch einen Einwanderer. Er gilt als eine der bekanntesten Persönlichkeiten der USA und einer der erfolgreichsten Action-Darsteller der Filmgeschichte.

## Leben

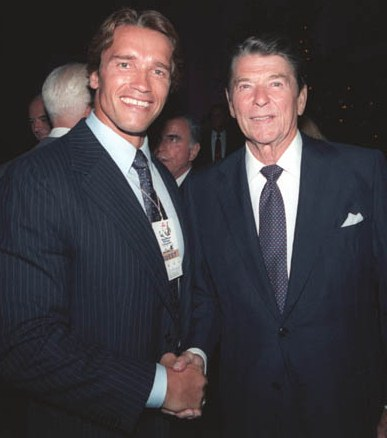
Schwarzenegger mit dem damaligen US-Präsidenten Ronald Reagan am 23. August 1984

Arnold Schwarzenegger wurde als zweiter Sohn der Hausfrau Aurelia Schwarzenegger, geborene Jadrny (1922–1998), und des Gendarmen und ehemaligen SA-Haupttruppführers Gustav Schwarzenegger (1907–1972) in der Gemeinde Thal geboren. Seine Eltern hatten am 20. Oktober 1945 in Mürzsteg geheiratet. Arnold und sein älterer Bruder Meinhard (1946–1971) wuchsen in einem für diese Zeit typischen Elternhaus auf. Ab 1953 besuchte Schwarzenegger die Volksschule in Thal, bevor er 1957 an die Hauptschule Friedrich Fröbel in Graz wechselte. Seinen Wehrdienst leistete Schwarzenegger beim Panzerbataillon 4 des Bundesheeres in Graz.
1968 wanderte Schwarzenegger in die USA aus, wo er in den 1970er Jahren Bodybuilding betrieb und Kontakte mit anderen professionellen Sportlern knüpfte. Am 20. Mai 1971 kam sein Bruder Meinhard bei einem Autounfall ums Leben, im darauffolgenden Jahr erlag sein Vater in Weiz einem Schlaganfall.
Ab 1973 besuchte Schwarzenegger Kurse in Betriebswirtschaftslehre an zwei Community Colleges (SMC und WLAC), der UCLA und der UW. Aufgrund seines Visums war es ihm nicht erlaubt, regulär zu studieren. An jeder Einrichtung durfte er nur eine begrenzte Anzahl Kurse belegen. 1979 schloss Schwarzenegger schließlich mit einem Bachelor of Arts in internationaler Wirtschaftslehre an der University of Wisconsin-Superior (UW) ab.
Die US-Staatsbürgerschaft erhielt Schwarzenegger am 16. September 1983. Am 26. April 1986 heiratete Schwarzenegger die Nichte von John F. Kennedy, die Journalistin Maria Shriver, mit der er vier Kinder hat:
- Katherine Eunice (* 1989)
- Christina Maria Aurelia (* 1991)
- Patrick Arnold (* 1993)
- Christopher Sargent Shriver (* 1997)

Anfang Mai 2011 gab das Paar seine Trennung bekannt. Wenige Tage später erklärte Schwarzenegger, dass er der Vater des Kindes (Joseph Baena, * 1997) der langjährigen Hausangestellten Mildred Patricia Baena sei. Seine Hausangestellte war zur selben Zeit schwanger, als seine Ehefrau mit Christopher schwanger war.
Schwarzenegger lebt in Los Angeles im Stadtteil Brentwood.
Zuvor schon als Besitzer des Restaurants Schatzi on Main in Santa Monica erfolgreich, eröffnete Schwarzenegger im Jahr 1991 zusammen mit seinen Schauspielerkollegen Bruce Willis, Demi Moore, Jackie Chan und Sylvester Stallone in New York die Fast-Food-Kette Planet Hollywood. 1998 verkaufte er seine Anteile am Schatzi on Main.
Am 4. Oktober 2012 erschien die Autobiografie unter dem Namen Total Recall. Die wahre Geschichte meines Lebens, in der Schwarzenegger u. a. über seinen Fehltritt mit seiner Haushälterin schreibt.
Arnold Schwarzenegger lebt laut eigenen Angaben seit 2016 „fast vegan“ und hat im Rahmen einer Kampagne mit der Umweltorganisation WildAid für den veganen Lebensstil geworben.

## Sportliche Karriere
Arnold Schwarzenegger, dessen Vater Meister im Eisstockschießen war, betrieb schon als Kind verschiedene Sportarten. So spielte er ab dem Alter von zehn Jahren vereinsmäßig Fußball und übte darüber hinaus verschiedene Einzelsportarten wie Schwimmen und Boxen aus. Mit 14 Jahren betrat der junge Arnold zum ersten Mal in seinem Leben ein Gewichtheberstudio, da sein Fußballtrainer Krafttraining für die Beine angeordnet hatte. Schon bald gab Schwarzenegger das Fußballspielen völlig auf und schloss sich der kleinen Gruppe an, die den zu dieser Zeit in Europa noch relativ unbekannten Bodybuildingsport betrieb. Seine Motivation und sein Wissen bezog er vor allem aus US-amerikanischen Fachzeitschriften, in denen Fotos und Trainingsprogramme der Stars der damaligen Szene abgedruckt waren. Besonders Reg Park, welcher schon mehrere bedeutende Titel gewinnen konnte, dessen Popularität aber vorrangig seiner Mitwirkung in diversen Sandalenfilmen geschuldet war, beeindruckte Schwarzenegger und diente ihm als Vorbild.
Bis zu seinem 18. Lebensjahr bestritt Schwarzenegger neben Bodybuilding noch einige Wettkämpfe im olympischen Gewichtheben, wo er 1965 in der Juniorenklasse Österreichischer Staatsmeister wurde. Im Oktober des gleichen Jahres gewann er in Stuttgart mit der internationalen Juniorenmeisterschaft „Bestgebauter Athlet“ seinen ersten großen Bodybuilding-Wettkampf. Dort lernte er seinen zukünftigen Trainingspartner, den Bodybuilder Franco Columbu, kennen, mit dem er außerdem eine Leidenschaft fürs Schach teilte und mit dem ihn eine lebenslange Freundschaft verbinden würde.
Unmittelbar nach seinem Sieg lernte Schwarzenegger den Münchner Geschäftsmann Rolf Putziger kennen, in dessen Bodybuilding-Studio er 1966 eine Stelle als Trainer antrat. Ebenfalls 1966 nahm Schwarzenegger zum ersten Mal an der Weltmeisterschaft des Verbandes NABBA in London teil und belegte mit 19 Jahren auf Anhieb den zweiten Platz in der Kategorie der Amateure. Ein Jahr später gewann er an gleicher Stätte die NABBA-Weltmeisterschaft, wodurch er mit neunzehn Jahren zum bis heute jüngsten Mister Universum wurde. Bei seiner dritten Teilnahme 1968 musste Schwarzenegger als amtierender Weltmeister der Amateur-Klasse gemäß den NABBA-Regeln in der Profi-Kategorie antreten, wo er seinen zweiten Mr. Universum-Titel gewann.
Dieser Sieg war für Schwarzenegger das Sprungbrett für seine internationale Bodybuilding-Karriere. So wurde der Österreicher unmittelbar nach den NABBA-Weltmeisterschaften vom US-amerikanischen Unternehmer und Herausgeber diverser BB-Zeitschriften Joe Weider zur Weltmeisterschaft des Konkurrenzverbandes IFBB eingeladen, welcher in den Folgejahren die NABBA als bedeutendste BB-Organisation ablösen sollte. Damals war die Etablierung des Bodybuildings als Leistungssport in den USA, und dort vor allem in Kalifornien, deutlich weiter vorangeschritten als in Europa – dies zeigte sich auch in dem höheren Leistungsniveau der Athleten. Gleich bei seiner ersten Teilnahme am IFBB-Mr.-Universum-Wettbewerb 1968 wurde Schwarzenegger vom über 15 kg leichteren US-Amerikaner Frank Zane geschlagen und musste sich mit dem zweiten Platz begnügen. Nach diesem Wettkampf blieb der gebürtige Steirer in den USA, wo er weitaus professioneller trainieren konnte als in München. Die besseren Trainingsmöglichkeiten führten bei ihm zu einer weiteren Formsteigerung und so konnte er 1969 auch die IFBB-Weltmeisterschaft gewinnen. Im Mai des Jahres 1968 hatte Schwarzenegger in München seinen letzten professionellen Kraftdreikampf-Wettbewerb bestritten und gewonnen.
Zu dieser Zeit fehlte Schwarzenegger nur noch der Titel des Mr. Olympia, um den am selben Abend wie um den IFBB Mr. Universum gekämpft wurde. Der Kampf wurde ebenfalls von der IFBB ausgetragen. Im Gegensatz zur verbandseigenen Weltmeisterschaft besaß der Mr. Olympia weltweit von allen Wettbewerben die höchste sportliche Wertigkeit, da hier die Weltmeister aller Verbände die Möglichkeit hatten, sich untereinander zu vergleichen. In den Jahren 1967 und 1968 konnte jeweils Sergio Oliva die „Meisterschaft der Meisterschaften“ für sich entscheiden. Der Exilkubaner war zugleich der letzte verbliebene Weltklasse-Athlet, den Schwarzenegger bis dahin noch nicht im Wettkampf bezwungen hatte. Daran änderte sich auch nichts nach ihrem ersten Aufeinandertreffen beim Mr. Olympia 1969, da Oliva im Duell knapp mit 4:3 Kampfrichterstimmen die Oberhand behielt und somit seinen Titel wiederum verteidigte. Durch den erneuten Gewinn der NABBA-Weltmeisterschaft der Profis konnte sich Schwarzenegger eine Woche später in London zumindest mit seinem vierten Mr.-Universum-Titel trösten.
1970 fanden die NABBA-Weltmeisterschaften in London vor dem Mr. Olympia statt. In diesem Wettkampf, den Schwarzenegger wiederum gewann, war unter den Geschlagenen auch Schwarzeneggers Idol Reg Park, welcher bei seinem Comeback letztlich den zweiten Rang belegte. Einen Tag nach dem Gewinn seines fünften Mister-Universum-Titels gelang Schwarzenegger in Columbus (Ohio) durch einen Sieg beim Mister-World-Wettkampf über Sergio Oliva die Revanche für seine im Jahr zuvor erlittene Niederlage beim Mr. Olympia. Zwei Wochen später konnte sich Schwarzenegger auch bei dieser prestigeträchtigsten Meisterschaft die Krone aufsetzen, als er Sergio Oliva erneut bezwingen konnte.
Seitdem dominierte Schwarzenegger die BB-Szene und gewann sämtliche Wettkämpfe, an denen er teilnahm. Dazu zählten auch sieben Siege beim Mr. Olympia, wo er 1972 seinen langjährigen Rivalen Sergio Oliva endgültig in die Schranken wies. Er tourte auch durch verschiedene Länder, in denen er Vitamine verkaufte, wie 1972 in Helsinki, Finnland, als er im YMCA Hospiz Hotel in der Vuorikatu lebte und im Stockmann-Einkaufszentrum Vitaminpillen präsentierte. 1975 gab Schwarzenegger seinen Rücktritt vom Leistungssport bekannt und widmete sich fortan vermehrt dem Filmgeschäft. Außerdem veranstaltete er in den Folgejahren mehrere BB-Wettkämpfe mit seinem Partner Jim Lorimer, darunter auch den Mr. Olympia in den Jahren 1976 bis 1979. 1979 engagierte er sich als internationaler Trainer der Gewichtheber bei den Special Olympics.
1980 kehrte Schwarzenegger nach fünf Jahren Pause ins Wettkampfgeschehen zurück und schlug beim Mr.-Olympia-Wettbewerb in Sydney die versammelte Weltelite. Dieser Sieg war der letzte Auftritt Schwarzeneggers als Bodybuilder. Wegen fehlender Motivation kehrte er diesmal für immer der Wettkampfbühne den Rücken. Schwarzenegger interessierte und engagierte sich allerdings weiterhin für den Bodybuildingsport und initiierte den 1989 erstmals ausgetragenen und nach ihm benannten Wettbewerb Arnold Classic.
Mit insgesamt sieben Mr.-Olympia-Titeln und fünf Mr.-Universum-Titeln war Arnold Schwarzenegger der erfolgreichste Bodybuilder seiner Zeit und wird bis heute als prägende Persönlichkeit des Bodybuildings angesehen. 1999 wurde Schwarzenegger in die Hall of Fame der IFBB aufgenommen. Schwarzenegger erhielt für sein karitatives Engagement im Jahr 2003 den Laureus World Sports Award (Sport for Good Award).

### Wichtigste Titel
- IFBB Mr. Olympia (7×): 1970, 1971, 1972, 1973, 1974, 1975, 1980
- NABBA Mr. Universum (4×): 1967 (Amateur-Kategorie), 1968, 1969, 1970 (Profi-Kategorie)
- IFBB Mr. Universum: 1969
- IFBB Mr. International: 1969
- IFBB Mr. World: 1970
- IFBB Mr. Europe: 1966, 1969

### Sonstiges
Mit Büchern wie The Encyclopedia of Modern Bodybuilding, Arnold: The Education of a Bodybuilder und Arnold’s Bodybuilding for Men wurde er zum Bestsellerautor. Bereits Ende der 1960er Jahre verdiente er seine erste Million mit Fitnessartikeln und -nahrung.
Schwarzenegger gestand in Interviews den Konsum von anabolen Steroiden zu seiner Zeit als aktiver Bodybuilder.
Schwarzeneggers Körpermaße waren, wie bei jedem Bodybuilder, je nach Alter und Trainingszustand unterschiedlich. In den 1970er Jahren wurden bei ihm während der Wettkampfphase folgende Werte gemessen:
| Größe              | 1,88 | Meter      |
| Gewicht            | 106  | Kilogramm  |
| Armumfang          | 56   | Zentimeter |
| Brustumfang        | 145  | Zentimeter |
| Taillenumfang      | 86   | Zentimeter |
| Oberschenkelumfang | 72   | Zentimeter |
| Wadenumfang        | 51   | Zentimeter |

Seit 1. März 2013 ist Schwarzenegger Group Executive Editor (Chefredakteur) beim Verlagsunternehmen American Media seines frühen Förderers Joe Weider, in dem viele Bodybuilding-, Sport- und Fitness-Zeitschriften erscheinen.
Spitzname
Er bekam in den USA auch die Bezeichnung „The Austrian Oak“ („Die österreichische Eiche“).

## Filmkarriere

### Schauspieler
Vor seiner eigentlichen Filmkarriere hatte Schwarzenegger verschiedene, oftmals kleine Rollen, u. a. spielte er in der Episode Dead Lift (Mai 1977; deutscher Titel: Joe Schmidt – Bodybuilder) der Serie Die Straßen von San Francisco einen Bodybuilder, der wegen seines Minderwertigkeitskomplexes und seines unkontrollierbaren Temperaments zum Totschläger wird.
Seit seiner Jugend interessierte sich Schwarzenegger für Helden- und Sandalenfilme. Früh reifte in ihm der Entschluss, es seinen Vorbildern gleichzutun und Schauspieler zu werden. Seine imposante Erscheinung half Schwarzenegger, im Filmgeschäft Fuß zu fassen – zunächst unter dem Pseudonym Arnold Strong. Seine erste Rolle war die des Hercules im Film Hercules in New York (1969), bei dem seine Stimme im amerikanischen Original wegen seines starken steirischen Akzents nachsynchronisiert werden musste. Dies war zugleich seine erste Hauptrolle. Als er den Regisseur Bob Rafelson kennenlernte, vermittelt ihn der Filmemacher an den Schauspiellehrer Eric Morris, der Schwarzenegger verschiedene Techniken und Methoden als Schauspieler beibrachte. Nachdem sich Schwarzenegger mithilfe dieses Unterrichts als filmischer Darsteller verbessert hatte, erhielt er die Hauptrolle in dem Spielfilm Mr. Universum von 1976.

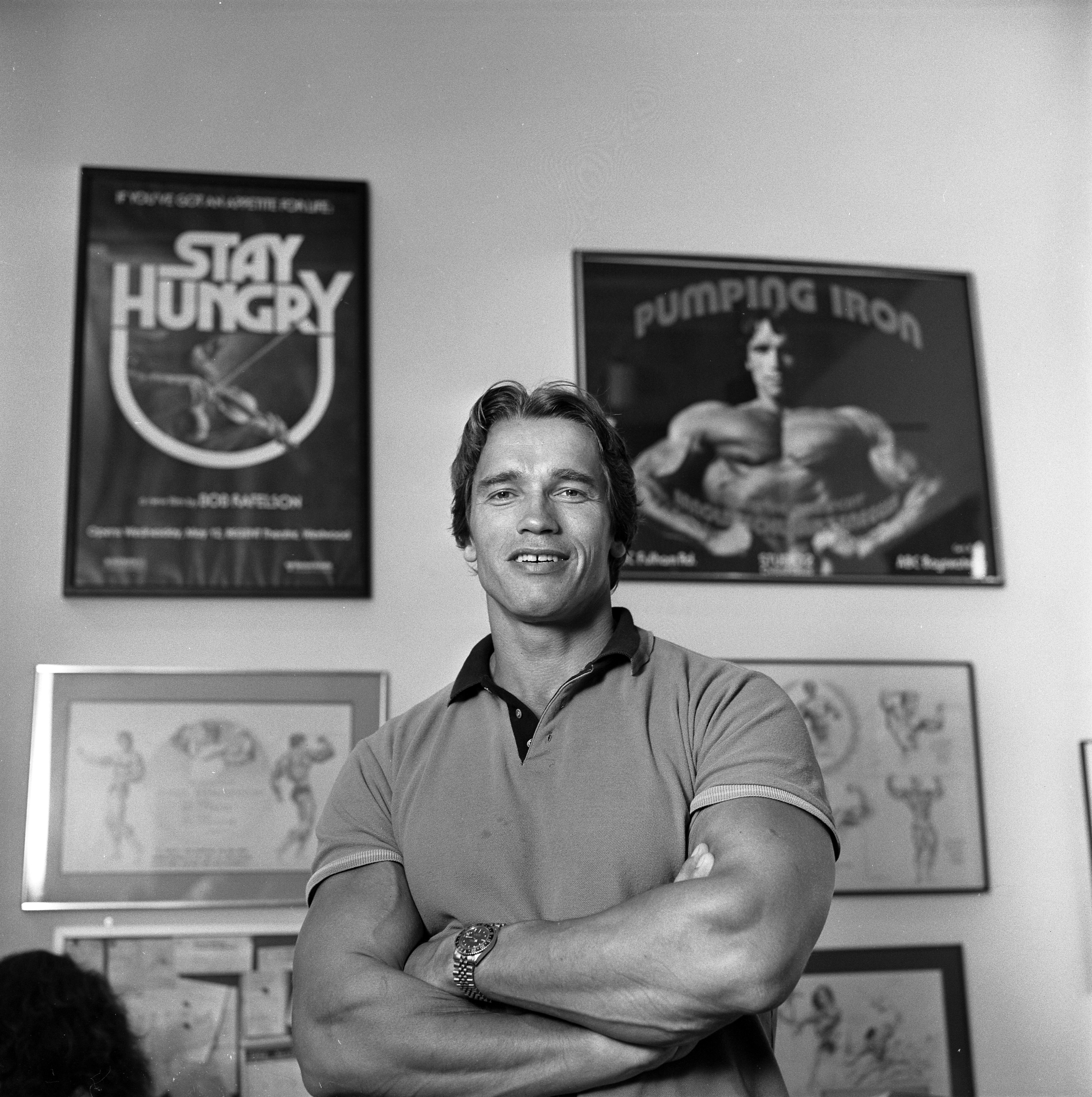
Schwarzenegger (1984)

1982 erlangte Schwarzenegger durch seine Hauptrolle in Conan der Barbar erstmals internationale Beachtung als Schauspieler. 1984 spielte er auch in der Fortsetzung Conan der Zerstörer mit. Im gleichen Jahr bedeutete der Science-Fiction-Film Terminator sowohl für Schwarzenegger als auch für Regisseur James Cameron den endgültigen Durchbruch in Hollywood. Schwarzenegger verkörperte hier zum ersten Mal den Bösewicht, wobei er im ganzen Film nur etwa 17 Sätze mit etwa 70 Wörtern zu sprechen hatte. Diese Wortkargheit Schwarzeneggers wurde überdies charakteristisch für nachfolgende von ihm verkörperte Filmrollen.
In den folgenden Jahren untermauerte Schwarzenegger mit den weiteren Filmen (Phantom-Kommando, Predator, Running Man) seinen Ruf als Ikone des Action- und Science-Fiction-Kinos, welcher vorrangig auf seiner beeindruckenden physischen Präsenz basierte. Darüber hinaus zeigte er in humorvollen Produktionen wie Twins – Zwillinge (neben Danny DeVito) oder Kindergarten Cop auch eine komödiantische Seite. Gegen Ende der 1980er Jahre gehörte Schwarzenegger schließlich zu den bestverdienenden Schauspielern in Hollywood. Sein früher oft geschmähter Akzent war mittlerweile zu seinem unverwechselbaren Markenzeichen geworden.

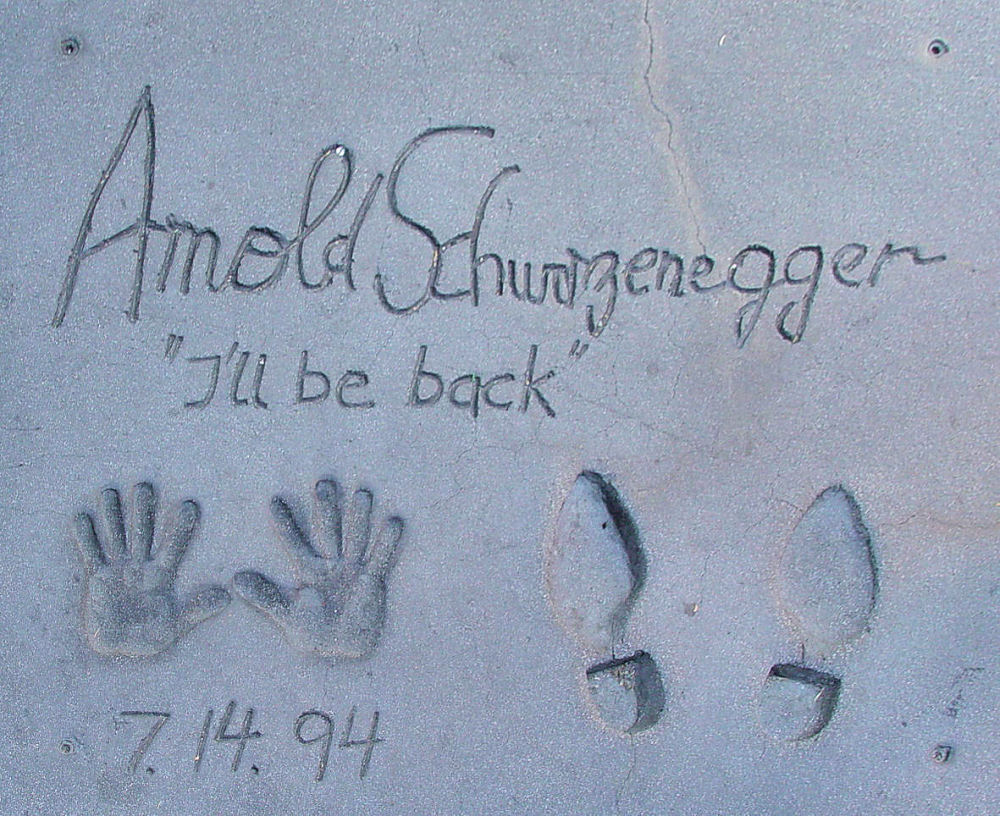
Abdrücke von Schwarzenegger vor dem Grauman’s Chinese Theatre

1990 spielte Schwarzenegger mit dem 60-Millionen-Dollar-Projekt Die totale Erinnerung – Total Recall in einer der bis dato teuersten Produktionen der Filmgeschichte mit. Ein Jahr später spielte er zum zweiten Mal in einem Terminator-Film mit – diesmal allerdings war er Gegner des als Roboter dargestellten Terminators. Terminator 2 – Tag der Abrechnung setzte sowohl in den Herstellungskosten als auch in der Tricktechnik neue Maßstäbe und war mit einem weltweiten Einspielergebnis von über 500 Millionen Dollar der umsatzstärkste Film des Jahres 1991. Wie schon im ersten Teil führte auch hier James Cameron Regie. Das Erfolgsduo arbeitete danach noch zweimal zusammen (True Lies – Wahre Lügen, 1994, und T2 3-D: Battle Across Time, 1996).
Die Weiterentwicklung der digitalen Tricktechnik führte zu grundlegenden Änderungen in der Filmlandschaft. Das klassische Actionkino, in dem der einsame Held ein Feuerwerk abbrannte, war immer weniger gefragt. So konnte auch Schwarzenegger mit der Zeit nicht mehr an seine Erfolge der frühen 1990er Jahre anknüpfen. Filme wie The 6th Day oder Collateral Damage – Zeit der Vergeltung blieben in der Publikumsgunst weit hinter den Erwartungen zurück. Schließlich endete mit dem Abschluss der Dreharbeiten zu Terminator 3 – Rebellion der Maschinen im September 2002 vorläufig die Filmkarriere des gebürtigen Österreichers. Schwarzenegger wandte sich fortan voll und ganz der Politik zu und wurde schließlich im Oktober 2003 zum Gouverneur von Kalifornien gewählt. Einzig im Jahr 2004 hatte er einen kurzen Gastauftritt in der Jules-Verne-Verfilmung In 80 Tagen um die Welt. Aufgrund seiner engen Freundschaft mit Sylvester Stallone übernahm Schwarzenegger 2010 einen Cameo-Auftritt in dessen Actionfilm The Expendables.
Im Januar 2011 erklärte Schwarzenegger gegenüber einer Schweizer Zeitung, dass er sich nunmehr, nach seiner Politkarriere, tatsächlich wieder der Schauspielerei widme und bereits drei Drehbücher lese. Wenig später wurde bekannt, dass die Universal-Filmstudios einen weiteren Teil der Terminator-Reihe drehen wollten, eine Beteiligung Schwarzeneggers dabei wurde aber nur gemutmaßt. Dann wurde bekannt gegeben, dass sein erster Film nach seiner Politkarriere die Actionkomödie Cry Macho unter der Regie von Brad Furman sein werde und Schwarzenegger darin einen alternden Helden spielen soll. Wegen einer Ehekrise legte Schwarzenegger seine Comebackpläne jedoch zunächst auf Eis.
Nach vielen Spekulationen begann Schwarzenegger erst Ende 2011 die Dreharbeiten an The Last Stand. Seine Rolle in diesem Film war die eines alten Sheriffs, der an der Verkrüppelung seines einstigen Kollegen schuld ist und sich nun gegen einen Drogenboss beweisen kann. Seine Beteiligung an Cry Macho sagte er zwischenzeitlich ab, obwohl er hierfür mehr Gage als für The Last Stand erhalten hätte: Er wolle sich erst testen, bevor er wieder große Projekte angehe. Zuvor war er in The Expendables 2 zu sehen, wobei er eine größere Rolle spielte.
Gemeinsam mit James Cameron und Jerry Weintraub war Schwarzenegger Executive Producer der 9-teiligen Doku-Serie Years of Living Dangerously, die sich mit den Ursachen und Folgen des Klimawandels befasst. Die erste Folge wurde im April 2014 im Fernsehsender Showtime ausgestrahlt. In einer Folge tritt Schwarzenegger auch als Korrespondent auf und berichtet vom Kampf der kalifornischen Feuerwehr gegen die Folgen der globalen Erwärmung in Form großflächiger Waldbrände.
Ende 2014 war Schwarzenegger unter der Regie von Henry Hobson in einer Hauptrolle zusammen mit Abigail Breslin im Horror-Drama Maggie zu sehen. Die Dreharbeiten zu Terminator: Genisys, dem fünften Teil der Serie, mit Schwarzenegger in der Rolle des T-800 hatten im April 2014 begonnen, und der Film kam am 9. Juli 2015 in die Kinos.
Seit längerer Zeit geplant ist eine Fortsetzung der Conan-Reihe. Das Drehbuch von Will Beall und Chris Morgan soll mit derselben Szene beginnen, mit der der letzte Teil der Reihe endete.
Im Mai 2015 hatte Schwarzenegger angekündigt, direkt nach Terminator: Genisys mit den Arbeiten an The Legend of Conan zu beginnen, zog dann aber doch die Dreharbeiten für den Film 478 vor. In diesem Film spielt er einen Mann, der sich an einem Flugaufsichtsbeamten rächen will, der für den Tod seiner Familie verantwortlich ist. Die Produktion wurde mit dem Titel Vendetta – Alles was ihm blieb war Rache veröffentlicht.
2019 war Schwarzenegger erneut als Terminator in Terminator: Dark Fate zu sehen. Dieser Film versteht sich als Fortsetzung des zweiten Teils der Reihe und ignoriert die anderen Filme.

### Regisseur
Sein Regie-Debüt feierte Schwarzenegger mit einer Episode der Fernsehserie Geschichten aus der Gruft. Sein erster eigener Film war die Fernsehkomödie Schuld war nur der Weihnachtsmann (Christmas in Connecticut) (1992) mit Kris Kristofferson und Tony Curtis, in der er auch als Schauspieler kurz in Erscheinung tritt.
Zusammen mit Stan Lee wollte Schwarzenegger unter dem Titel The Governator eine Animationsserie und ein Comic-Buch über einen Superhelden veröffentlichen. Das Vorhaben wurde jedoch im Mai 2011, nur zwei Monate nach dessen Ankündigung, als Folge des bekannt gewordenen Seitensprungs von Schwarzenegger wieder fallen gelassen.

### Filmografie

#### Kino
- 1970: Hercules in New York
- 1976: Mr. Universum (Stay Hungry)
- 1979: Kaktus Jack (The Villain)
- 1982: Conan der Barbar (Conan the Barbarian)
- 1984: Conan der Zerstörer (Conan the Destroyer)
- 1984: Terminator (The Terminator)
- 1985: Red Sonja
- 1985: Phantom-Kommando (Commando)
- 1986: Der City Hai (Raw Deal)
- 1987: Predator
- 1987: Running Man (The Running Man)
- 1988: Red Heat
- 1988: Twins – Zwillinge (Twins)
- 1990: Die totale Erinnerung – Total Recall (Total Recall), als Hauser/Doug Quaid
- 1990: Kindergarten Cop
- 1991: Terminator 2 – Tag der Abrechnung (Terminator 2: Judgment Day)
- 1993: Last Action Hero
- 1994: True Lies – Wahre Lügen (True Lies)
- 1994: Junior
- 1996: T2 3-D: Battle Across Time (Kurzfilm)
- 1996: Eraser
- 1996: Versprochen ist versprochen (Jingle All the Way)
- 1997: Batman & Robin
- 1999: End of Days – Nacht ohne Morgen (End of Days)
- 2000: The 6th Day
- 2002: Collateral Damage – Zeit der Vergeltung (Collateral Damage)
- 2003: Terminator 3 – Rebellion der Maschinen (Terminator 3: Rise of the Machines)
- 2012: The Expendables 2
- 2013: The Last Stand
- 2013: Escape Plan
- 2014: Sabotage
- 2014: The Expendables 3
- 2015: Maggie
- 2015: Terminator: Genisys
- 2017: Vendetta – Alles was ihm blieb war Rache (Aftermath)
- 2017: Killing Gunther
- 2019: Iron Mask (Taina Petschati Drakona)
- 2019: Terminator: Dark Fate

#### Kino – Kurzauftritte, Cameos usw.
- 1973: Der Tod kennt keine Wiederkehr (The Long Goodbye, Kurzauftritt unter dem Pseudonym Arnold Strong)
- 1979: Scavenger Hunt (Kurzauftritt)
- 1993: Dave (Kurzauftritt)
- 1994: One Man Weapon (Beretta’s Island, Kurzauftritt)
- 2003: Welcome to the Jungle (Cameo-Auftritt)
- 2004: In 80 Tagen um die Welt (Around the World in 80 Days, Kurzauftritt)
- 2005: The Kid & I (Kurzauftritt)
- 2009: Terminator: Die Erlösung (Terminator Salvation, Computeranimation)
- 2009: 2012 (im TV als Gouverneur von Kalifornien)
- 2010: The Expendables (Gastrolle)

#### Fernsehen – Filme
- 1974: Lucille Ball: Fröhliche Silberhochzeit (Happy Anniversary and Goodbye)
- 1980: Die Jayne Mansfield Story (The Jayne Mansfield Story)
- 1992: Schuld war nur der Weihnachtsmann (Christmas in Connecticut, auch Regie)

#### Fernsehen – Serien und sonstiges
- 1977: Die Straßen von San Francisco (The Streets of San Francisco, Fernsehserie, Episode 5x20 Joe Schmidt – Bodybuilder)
- 1977: California Okay (The San Pedro Beach Bums, Fernsehserie, Episode 1x10 Lifting is my Life)
- 1977–1979: Dinah! (Fernsehserie, 3 Episoden)
- 1986: Mensch Meier (Kurzer Auftritt)
- 1989–2017: Entertainment Tonight (Fernsehserie)
- 1990: Geschichten aus der Gruft (Tales from the Crypt, Fernsehserie, Episode 2x2 Switch)
- 2004–2005: Hannity & Colmes (Fernsehserie, 2 Episoden)
- 2005: Imagine
- 2006–2008: Meet the Press
- 2008: 60 Minutes
- 2011: 16th Annual Critics’ Choice Movie Awards
- 2014: Years of Living Dangerously (Executive Producer und „Korrespondent“)
- 2015: Two and a Half Men (Fernsehserie, Episoden 12x15/16 Natürlich ist er tot)
- 2023: Fubar (Fernsehserie)

#### Sprecherrollen
- 1992: Lincoln (Fernsehfilm, Stimme)
- 2001: Dr. Dolittle 2 (Stimme, Archivmaterial)
- 2002: Liberty’s Kids (Fernsehserie, Stimme, 2 Episoden)
- 2020: Superhero Kindergarten (Fernsehanimationsserie, Stimme, 1 Episode)
- 2020: Predator: Hunting Grounds (Videospiel, Stimme)

#### Dokumentationen
- 1977: Pumping Iron
- 1988: Schwarzenegger: Total Rebuild
- 1997: Arnold Schwarzenegger – Blitzlichter eines amerikanischen Traums
- 1998: Hollywood Salutes Arnold Schwarzenegger: An American Cinematheque Tribute
- 1999: Arnold Schwarzenegger: Hollywood Hero
- 2003: Arnold Schwarzenegger: The Early Years
- 2004: How Arnold Won the West
- 2010: Gerrymandering (Dokumentarfilm)
- 2011: California State of Mind: The Legacy of Pat Brown (Dokumentarfilm)
- 2017: Arnold Schwarzenegger – Vom Steirerbub zum Superstar
- 2017: Arnold Schwarzenegger: Ein steirisches Idol
- 2018: The Game Changers
- 2018: Arnold Schwarzenegger – Die Verkörperung Des American Dream (La fabrique d'Arnold Schwarzenegger)
- 2023: Arnold

#### Als Produzent
- 1993: Last Action Hero
- 2000: The 6th Day
- 2015: Maggie

#### Als Regisseur
- 1990: Geschichten aus der Gruft (Tales from the Crypt, Fernsehserie, Episode 2x2 Switch)
- 1992: Schuld war nur der Weihnachtsmann (Christmas in Connecticut)

### Auszeichnungen und Nominierungen (Auswahl)
Für seine schauspielerische Tätigkeit erhielt Schwarzenegger folgende Ehrungen und Auszeichnungen:
|      | Ergebnis  | Kategorie                                                                 | Award                            |
| ---- | --------- | ------------------------------------------------------------------------- | -------------------------------- |
| 1977 | Gewonnen  | Bestes Schauspielerisches Debüt in einem Film – Männlich                  | Golden Globes                    |
| 1987 | Gewonnen  | Star on the Walk of Fame – Motion Picture                                 | Hollywood Walk of Fame           |
| 1985 | Nominiert | Bester Schauspieler                                                       | Saturn Award                     |
| 1988 | Nominiert | Bester Schauspieler                                                       | Saturn Award                     |
| 1991 | Nominiert | Bester Schauspieler                                                       | Saturn Award                     |
| 1992 | Gewonnen  | Beste männliche Performance                                               | MTV Movie Awards                 |
| 1992 | Gewonnen  | Life Career Award                                                         | Saturn Award                     |
| 1992 | Nominiert | Bester Schauspieler                                                       | Saturn Award                     |
| 1994 | Nominiert | Bester Schauspieler                                                       | Saturn Award                     |
| 1995 | Nominiert | Beste Darbietung eines Schauspielers in einem Film – Komödie oder Musical | Golden Globes                    |
| 1995 | Nominiert | Bester Kuss                                                               | MTV Movie Awards                 |
| 1995 | Nominiert | Beste Tanzszene                                                           | MTV Movie Awards                 |
| 1995 | Nominiert | Bester Schauspieler                                                       | Saturn Award                     |
| 1996 | Gewonnen  | Film – International                                                      | Bambi (Auszeichnung)             |
| 1996 | Gewonnen  | Männlicher Star des Jahres                                                | Golden Apple Award               |
| 1997 | Nominiert | Beste Action Szene                                                        | MTV Movie Awards                 |
| 1998 | Gewonnen  | World Artist Award                                                        | Blockbuster Entertainment Awards |
| 1998 | Nominiert | Favorite Supporting Actor – Sci-Fi                                        | Blockbuster Entertainment Awards |
| 2000 | Nominiert | Lieblingsdarsteller – Action/Science Fiction                              | Blockbuster Entertainment Awards |
| 2001 | Nominiert | Bester Schauspieler                                                       | Saturn Award                     |
| 2004 | Nominiert | Choice Movie Actor – Drama/Action Adventure                               | Teen Choice Awards               |
| 2014 | Gewonnen  | Herausragende Dokumentar- oder Sachbuchserien                             | Primetime-Emmy-Verleihung 2014   |
| 2014 | Nominiert | Beste Zusammenarbeit                                                      | Streamy Award                    |
| 2015 | Gewonnen  | Golden Icon Award                                                         | Zurich Film Festival             |
| 2017 | Gewonnen  | Bambi Award für Wohltätigkeit                                             | Bambi (Auszeichnung)             |

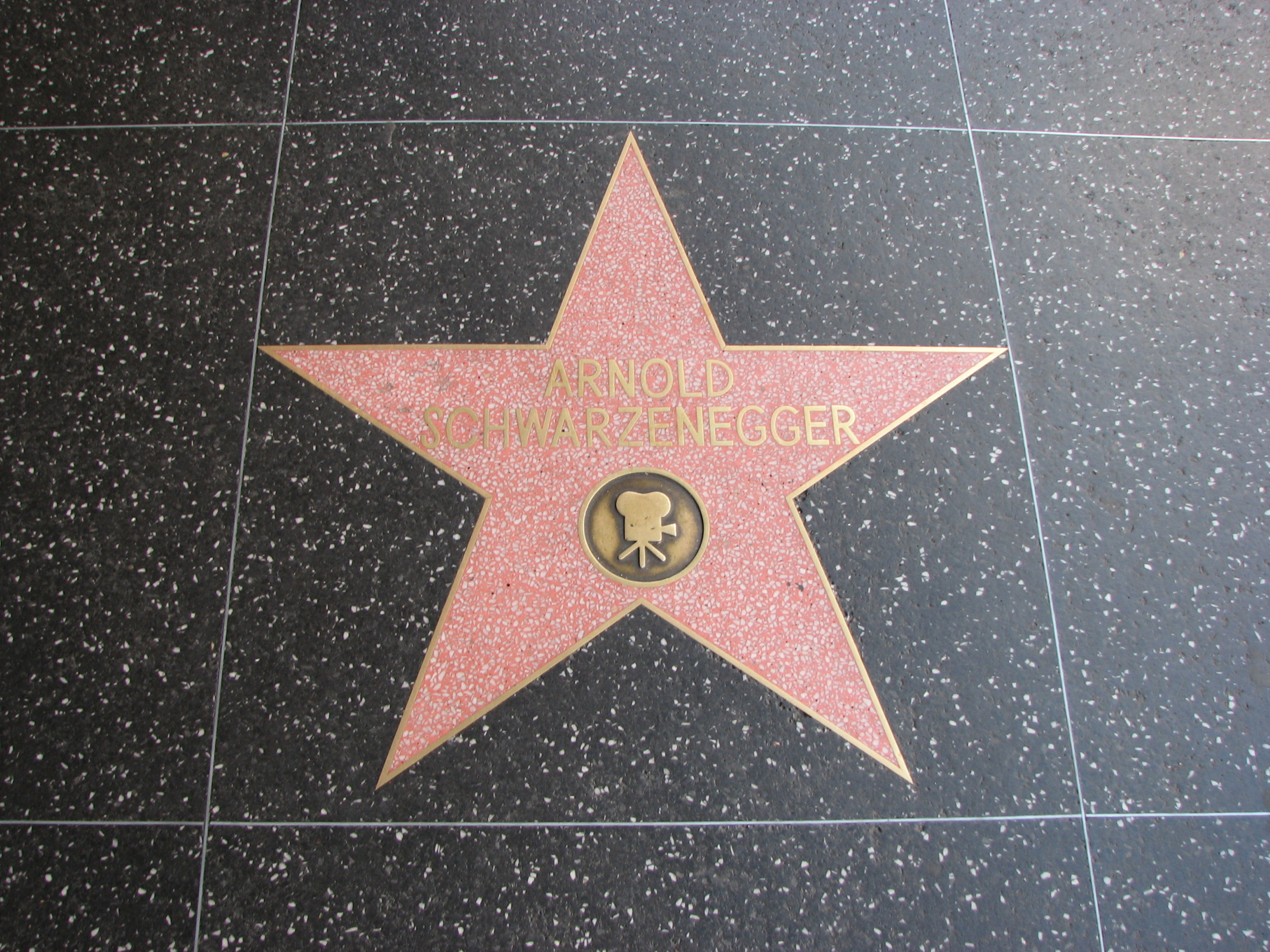
Stern von Schwarzenegger auf dem Hollywood Walk of Fame

Obwohl Schwarzenegger 1977 für seine Rolle in Mister Universum den Golden Globe als Bester Newcomer entgegennehmen konnte, warfen ihm Kritiker wiederholt mangelndes schauspielerisches Talent vor. Bei den als „Gegen-Oscar“ ausgetragenen Razzie Awards wurde Schwarzenegger im Laufe seiner Karriere insgesamt achtmal für die Goldene Himbeere in der Kategorie Schlechtester Darsteller nominiert – bekam diesen aber letztlich nie zugesprochen. Das brachte ihm bei der „Himbeer“-Verleihung 2005 den wenig schmeichelhaften Titel Worst Razzie Loser of Our First 25 Years (Schlechtester Nichttitelträger der ersten 25 Jahre) ein.

## Deutsche Synchronsprecher
In seinem ersten Film Hercules in New York wurde Schwarzenegger von Wolf Goldan synchronisiert, jedoch wurde der Film kurz darauf mit Thomas Danneberg nachsynchronisiert. In Mr. Universum lieh ihm Charles Elkins seine Stimme. Nach diesen Filmen wurde Schwarzenegger über einen Zeitraum von dreißig Jahren nur von Danneberg synchronisiert. Da Danneberg auch Sylvester Stallone synchronisierte, wurde in den Filmen The Expendables, The Expendables 2 und The Expendables 3 Danneberg auf beide Schauspieler besetzt. In dem Film Escape Plan hatten beide Schauspieler erneut einen gemeinsamen Auftritt. Hier wurde Schwarzenegger jedoch von Ralph Schicha synchronisiert, Stallone wie gewöhnlich von Danneberg. Im März 2019 gab Danneberg bekannt, dass er sich in den Ruhestand verabschiedet. Danach übernahm Bernd Egger in Terminator: Dark Fate die Synchronisation für Schwarzenegger.

## Politische Karriere

### Anfänge seiner politischen Laufbahn
Schwarzenegger gehört der Republikanischen Partei an. Er ist auch Mitglied der Republican Main Street Partnership, einem Zusammenschluss gemäßigter Republikaner, die weniger konservativ als die übrigen Strömungen der Partei sind. Bis zu seiner Kandidatur als Gouverneur von Kalifornien trat er politisch nur gelegentlich in Erscheinung. 1990 wurde er vom damaligen US-Präsidenten George Bush zum Vorsitzenden des nationalen Rates für Fitness und Sport ernannt.

### Gouverneur von Kalifornien

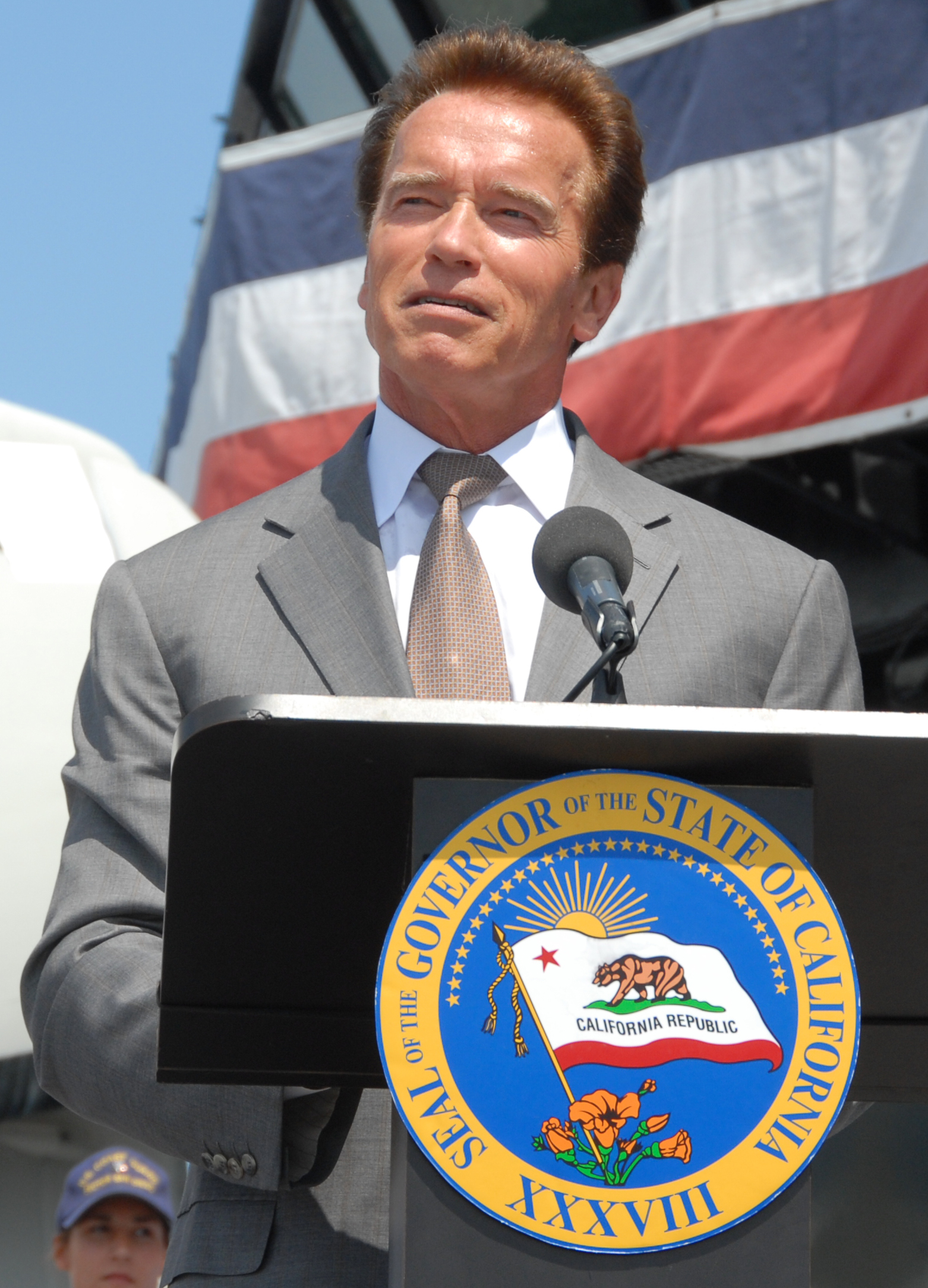
Schwarzenegger (2010)

Am 7. August 2003 gab Schwarzenegger öffentlich seine Kandidatur für das Amt des Gouverneurs von Kalifornien bekannt. Zuvor hatte eine Petition für einen Recall (Abwahlverfahren) gegen den demokratischen Amtsinhaber Gray Davis ausreichend Stimmen erhalten. Er kündigte an, jeden Dollar, den Davis zur Verhinderung seiner Abwahl ausgebe, mit einem eigenen Dollar zu kontern. In sein Team holte er dazu den ehemaligen US-Außenminister George P. Shultz sowie den Milliardär Warren Buffett. Während seines Wahlkampfes wurde Schwarzenegger von einigen seiner republikanischen Parteifreunde heftig als „Mogelkandidat“ angegriffen, da er ihrer Meinung nach kein allzu scharfes Profil als Republikaner zeigte. Andere wie der frühere Bürgermeister von Los Angeles Richard Riordan, der zugunsten Schwarzeneggers auf eine eigene Bewerbung verzichtet hatte, unterstützten den politischen Quereinsteiger hingegen. Allgemein trat die Person Schwarzenegger (bzw. seine Schauspielerkarriere) statt der geplanten Politik in den Vordergrund der Berichterstattung, und Schwarzenegger nahm im Wahlkampf nur an einer Debatte teil. Bei der Wahl am 7. Oktober 2003 votierten 55 % der kalifornischen Wähler für eine Absetzung von Gouverneur Davis; der damit erst der zweite vorzeitig abgewählte Gouverneur der US-Geschichte wurde. Bei der Abstimmung über einen Nachfolger gewann Schwarzenegger die Gouverneurswahl mit über 48 % der abgegebenen Stimmen. Sein nächster Konkurrent, Vizegouverneur Cruz Bustamante, erhielt 31 %. Insgesamt waren über 100 Kandidaten angetreten, wovon die meisten jedoch weniger als ein Prozent der Stimmen erhielten. Schwarzenegger wurde am 17. November 2003 als 38. Gouverneur des Bundesstaates Kalifornien vereidigt.
Schwarzenegger verstand sich darauf, auch politische Gegner zur Unterstützung zu gewinnen, was angesichts der demokratischen Mehrheit im kalifornischen Parlament auch von vornherein erforderlich war. So ernannte er beispielsweise die Demokratin Susan Kennedy 2005 als seine neue Stabschefin. Als ehemaliger Schauspieler wusste er sich geschickt in der Öffentlichkeit zu präsentieren; Humor und Familiensinn zeichneten von ihm in den Medien ein volksnahes, sympathisches Bild. Dazu trug auch seine Ankündigung bei, auf sein Gehalt als Gouverneur verzichten zu wollen.

#### Haushaltspolitik und Kontroversen
Im Ausland, vor allem in Europa, erhielt Schwarzeneggers unnachgiebige Haltung zur Todesstrafe große Aufmerksamkeit und er stand stark in der öffentlichen Kritik. In Österreich wurde unter anderem aus mehreren politischen Richtungen gefordert, dass ihm die österreichische Staatsbürgerschaft, die er trotz seiner amerikanischen nicht verloren hatte, entzogen werden solle. Im Januar 2005 entbrannte erstmals eine Diskussion um eine Namensänderung des „Arnold Schwarzenegger Stadions“ in Graz, da Schwarzenegger ein gestelltes Gnadengesuch eines zum Tode Verurteilten am 19. Januar 2005 ablehnte, doch die Gespräche im Grazer Gemeinderat verliefen im Sand. Im Dezember 2005 wurde in Kalifornien erneut eine Hinrichtung vollzogen, erneut lehnte Schwarzenegger sämtliche Gnadengesuche ab, erneut forderten Politiker die Umbenennung des Stadions. Bevor im Grazer Gemeinderat Einigkeit erzielt werden konnte, kam Schwarzenegger einer Entscheidung zuvor und entzog der Stadt Graz das Recht auf die Verwendung seines Namens. Vorerst wurde das Stadion auf UPC-Arena umbenannt, heute heißt es Merkur Arena.
In Kalifornien ist die Politik Schwarzeneggers hingegen eher wegen seiner Vergabe von Regierungsaufträgen und -posten an laut den Vorwürfen eng verbundene Geschäftsleute und seiner Budgetpolitik umstritten. Bei der Volksabstimmung im November 2005 über seine Reformpläne erlitt er eine schwere Niederlage, als die Wähler sämtliche Vorhaben des Republikaners ablehnten. Dabei ging es um längere Probezeiten für Lehrer, strengere Auflagen für Gewerkschaften, eine Neuregelung der Wahlbezirksgrenzen und Kürzungen im Haushaltsbudget. Seine Ankündigung, mit seiner Regierungspolitik das kalifornische Haushaltsdefizit zu verringern – so etwa durch einige nicht in der Volksabstimmung enthaltene, später durchgeführte Kürzungen –, wurde nicht eingelöst. Das Defizit vergrößerte sich durch die Immobilienblase und gesunkene Steuereinnahmen anstatt dessen, und die Bonität Kaliforniens wurde als am geringsten unter den US-Bundesstaaten eingeschätzt. Schwarzenegger verordnete dazu 2010 ein weiteres Kürzungspaket mit einem geschätzten Umfang von 12,4 Mrd. Dollar. Das Paket umfasste unter anderem unbezahlten Zwangsurlaub für Angestellte, deutliche Kürzungen (und somit Entlassungen) im Gesundheits-, Bildungs- und Sozialwesen sowie erhöhte Schulgelder.
Im Januar 2006 wurde Schwarzenegger vom Parlament des mexikanischen Bundesstaates Baja California Sur zur unerwünschten Person erklärt. Die verschärfte Integrationspolitik des ursprünglich selbst in die USA eingewanderten Schwarzenegger wurde von den mexikanischen Politikern als „rassistisch“ bezeichnet.

#### Umweltpolitik

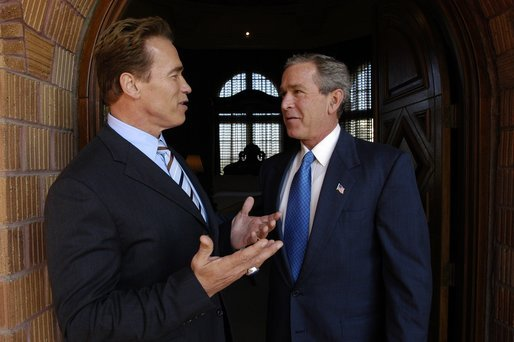
Gouverneur Schwarzenegger 2003 mit dem amtierenden US-Präsidenten George W. Bush

Schwarzenegger als Republikaner folgte in der Umweltpolitik nur bedingt dem politischen Programm von US-Präsident George W. Bush. So unterzeichnete der Gouverneur am UN-Umwelttag am 1. Juni 2005 die Executive Order S-3-05 zur Reduzierung der Treibhausgase in seinem Bundesstaat, obwohl die USA das Kyoto-Protokoll, welches verbindliche Zielwerte für den Ausstoß von Treibhausgasen festlegt, nicht ratifiziert haben. Nach dieser neuen Verordnung hätten bis 2010 in Kalifornien die Treibhausgas-Emissionen auf das Niveau des Jahres 2000 und bis 2020 auf das von 1990 reduziert werden müssen. 2050 dürfen die Emissionswerte schließlich noch 20 % von denen im Jahr 1990 betragen. Sein Amtsnachfolger Jerry Brown fixierte mit seiner Executive Order B-30-15 im April 2015 ein zusätzliches Zwischenziel, nach welchem die Treibhausgas-Emissionen bis zum Jahr 2030 auf das Niveau von 40 % unter denen des Jahres 1990 liegen müssen.
Schwarzenegger konzentrierte sich dabei in erster Linie auf die Reduzierung der Autoabgase, da diese allein in Kalifornien – wo 32 Millionen Fahrzeuge registriert sind – für mindestens 30 % der klimaschädlichen Treibhausgase verantwortlich gemacht werden. Dazu berief er sich auf den Beschluss AB-1493 des kalifornischen Parlaments unter Gouverneur Gray Davis, nach dem bereits im Jahr 2002 für Kalifornien eine drastische Reduzierung der Autoabgase aufgrund strengerer Emissionsobergrenzen festgeschrieben wurde.
Um diese Grenzwerte im Alleingang festsetzen zu können, wurde 2005 in Washington ein Antrag eingereicht, damit Kalifornien von den milderen Bundesgesetzen zur Luftreinhaltung ausgenommen wird. Dieser Vorstoß des Westküstenstaates stieß bei der Automobilindustrie auf großen Widerstand. Ein kalifornisches Bezirksgericht wies jedoch die Klage der Autohersteller ab, welche auf bundesweit einheitliche Gesetze pochten. Die gemeinhin als Global Warming Solutions Act von 2006 bezeichnete Gesetzesvorlage AB 32 passierte in der Folge die kalifornische Legislative und wurde am 27. September 2006 durch Schwarzenegger unterschrieben. Aus dem Gesetz ergeht der Auftrag an das California Air Resources Board, Maßnahmen zur Erreichung der Treibhausgas-Emissions-Werte von 1990 bis zum Jahr 2020 zu erarbeiten und umzusetzen.
Acht Jahre später, im Jahr 2014, betrugen die Treibhausgasemissionen 441,5 Millionen metrische Tonnen CO2e und lagen damit 2,4 % über dem Zielwert für 2020:[veraltet]
| Zeitpunkt      | 1990 | 2006  | 2007  | 2014  | 2020 (Soll) |
| -------------- | ---- | ----- | ----- | ----- | ----------- |
| CO2e (Mio. MT) | 431  | 476,5 | 484,2 | 441,5 | 431         |

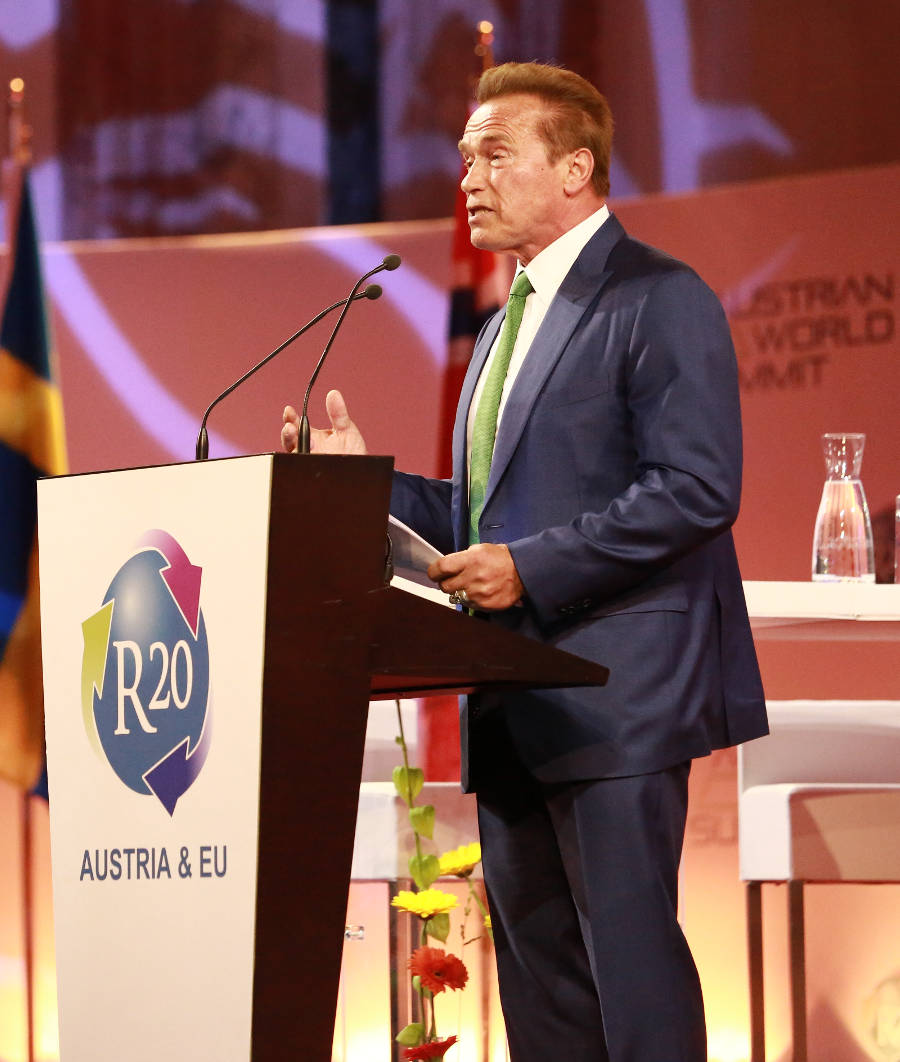
Schwarzenegger beim von ihm gegründeten R20 Regions of Climate Action

Außerdem setzte sich Schwarzenegger für die Förderung erneuerbarer Energien in Kalifornien ein. So war er Wegbereiter eines Förderprogramms nach dem Vorbild des deutschen Erneuerbare-Energien-Gesetzes. Mit der Executive Order S-14-08 gab er am 17. November 2008 das Ziel aus, dass die kalifornischen Stromanbieter bis 2020[veraltet] 33 % ihrer Energie aus erneuerbaren Quellen beziehen sollen.
2010 gründete er die R20 Regions of Climate Action, eine Umweltschutzinitiative, die aus 20 weltweit verteilten regionalen Regierungen besteht.
2017 gründete Arnold Schwarzenegger den Austrian World Summit, eine internationale Klimaschutzkonferenz, die jährlich in Wien stattfindet und von der Schwarzenegger Climate Initiative organisiert wird. Ziel ist es, Vertreter aus Politik, Zivilgesellschaft und Wirtschaft zusammenzubringen, um eine breite Allianz für den Klimaschutz zu schaffen sowie konkrete Lösungen für die Klimakrise aufzuzeigen.

„Hört nicht auf die Nein-Sager.“

#### Wiederwahl
Am 7. November 2006 erreichte Schwarzenegger seine Wiederwahl zur zweiten und laut Gesetz letzten Amtszeit als Gouverneur von Kalifornien. Dabei setzte er sich bei sehr geringer Wahlbeteiligung mit 55,9 % der Stimmen gegen den demokratischen Herausforderer Phil Angelides durch. Sein Kommentar zur Wahl: „Ich liebe es, Mehrteiler zu machen. Aber das ist ohne jeden Zweifel meine liebste Fortsetzung“. Seinen Eid für die zweite Amtszeit legte er am 5. Januar 2007 ab.
Nach der kalifornischen Verfassung konnte Schwarzenegger im November 2010 nicht erneut für das Gouverneursamt kandidieren, da die Verfassung nur eine einmalige Wiederwahl zulässt. Im Januar 2011 wurde er daher von dem Demokraten Jerry Brown abgelöst.

### Weiteres politisches Engagement
Im Präsidentschaftswahlkampf 2008 unterstützte Schwarzenegger den Republikaner John McCain. Zusammen mit McCain trat er wenige Tage vor der Wahl bei einer Veranstaltung in Columbus, Ohio, auf.
Als Schwarzenegger im Herbst 2010 vom Spiegel auf die Wahl im Jahr 2012 angesprochen wurde, war er davon überzeugt, dass der Demokrat Barack Obama, der Gewinner von 2008, wiedergewählt werden würde. Er bezweifelte, dass die Republikaner einen chancenreichen Gegenkandidaten finden würden. Zu deren wichtigstem Wahlkampfanliegen, dem Rückbau von Obamas Gesundheitsreform, deutete er an, dass die Partei die vielen Jahre nicht genutzt hätte, die sie in Washington an der Macht gewesen war.
Nach der Veröffentlichung von Aufnahmen mit sexistischen Äußerungen des republikanischen Kandidaten Donald Trump im Oktober 2016 schrieb Schwarzenegger auf Instagram, dass er zum ersten Mal seit seiner Einbürgerung im Jahr 1983 nicht für die Republikaner stimmen werde. Er bekräftigte zudem, dass er kandidiert hätte, wäre er in den USA geboren worden.
Nachdem der Vertrag über die Moderation der Reality-Game-Show The Apprentice zwischen dem Fernsehsender NBC und Donald Trump aufgelöst worden war, übernahm Schwarzenegger diese Rolle in der ab 2. Januar 2017 ausgestrahlten achten Staffel The New Celebrity Apprentice, stieg aber am Ende der Staffel aus, auch weil Trump immer noch beteiligt war und Geld aus der Show erhielt.
In einer Stellungnahme zum Sturm auf das Kapitol in Washington im Januar 2021 ging Schwarzenegger mit einer Rede, in der er Parallelen zur „Reichskristallnacht“ zog, eigene Erinnerungen als Kind eines Veteranen des Zweiten Weltkriegs erwähnte und anschließend ein Loblied auf die Demokratie hielt, an die Öffentlichkeit. Schwarzenegger forderte Öffentlichkeit und Politiker dazu auf, sich für die Wahrheit und die amerikanischen Werte einzusetzen. Trump bezeichnete er als „schlechtesten Präsidenten der amerikanischen Geschichte“.
Nach dem russischen Überfall auf die Ukraine wandte sich Schwarzenegger im März 2022 mit einer etwa neunminütigen persönlichen Botschaft an die russische Bevölkerung. Die Botschaft wurde vielfach rezipiert und lobend erwähnt.
Auch bei der Präsidentschaftswahl in den Vereinigten Staaten 2024 bekräftigte Schwarzenegger klar seine Position gegen Trump und bekundete seine Unterstützung für die demokratische Kandidatin Kamala Harris.

## Wahrnehmung in der Öffentlichkeit
Schwarzenegger wird in der öffentlichen Wahrnehmung mit Attributen wie Zielstrebigkeit und Ehrgeiz beschrieben. Bei seinen ersten landesweiten Fernsehinterviews in den 1970er Jahren nahm er zu Fragen rund um seinen Sport offen Stellung. Auf die Frage, ob er während seiner aktiven Bodybuildingzeit auch „Anabolika“ eingenommen habe, bejahte er und gestand, diese unter ärztlicher Aufsicht genommen zu haben. Kritiker werfen ihm Egozentrik und Selbstsucht vor. Unabhängig von der Bewertung seiner Person gilt seine Karriere als beispielhaft. Kraftsportler oder Bodybuilder blieben im Filmbusiness bis zu seinem Auftreten meist auf klischeehafte Rollen wie beispielsweise Herkules-Darstellungen begrenzt, die ihren Körper in den Vordergrund rückten. Dazu zählten u. a. Reg Park und Steve Reeves, die Schwarzenegger als seine Vorbilder bezeichnete.

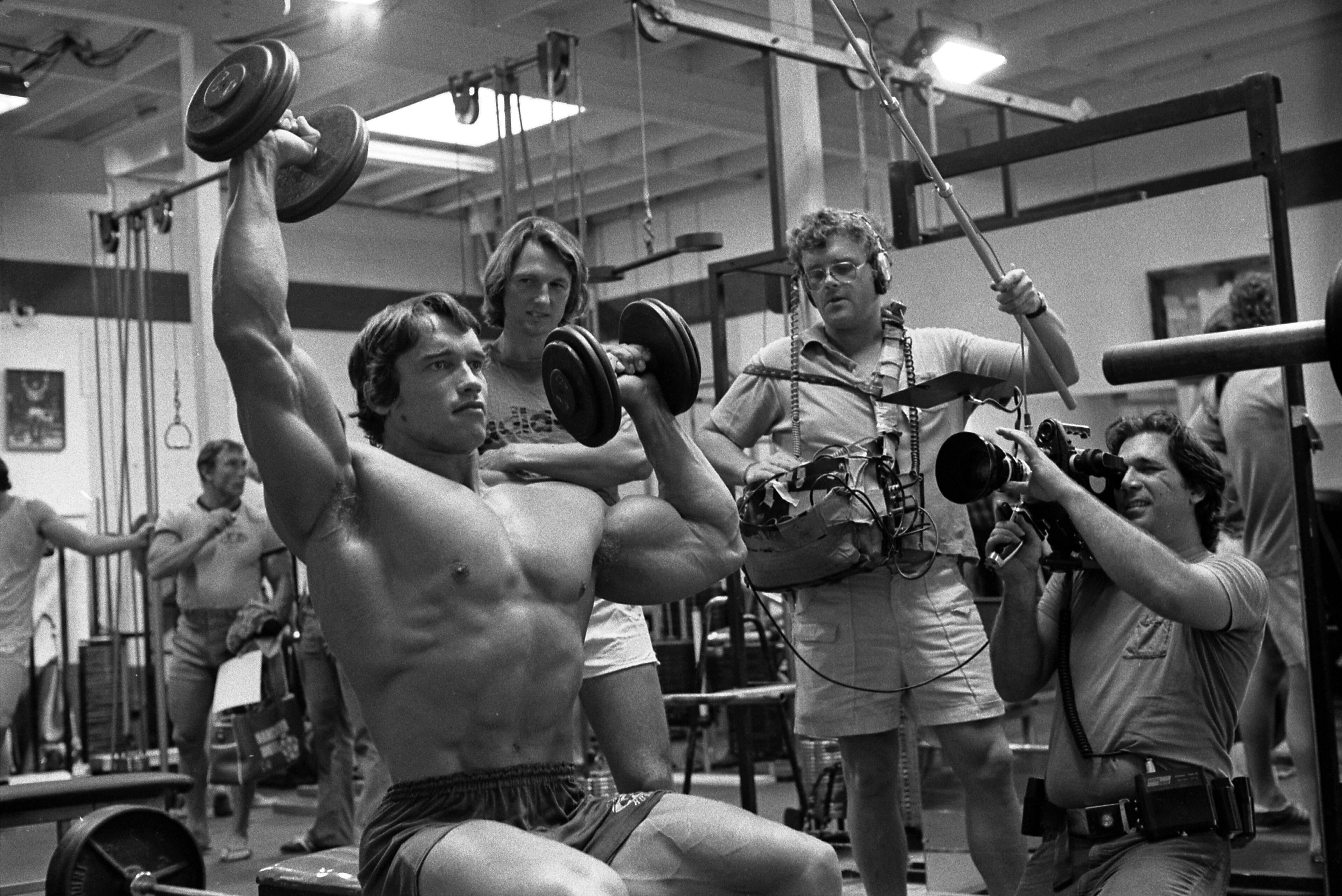
Schwarzenegger beim Dreh des Dokumentarfilms Pumping Iron (1975)

Der Kanadier Joe Weider verstand es, Schwarzeneggers Charisma für das Interesse an Bodybuilding und den Körperkult allgemein zu nutzen. Die Vermarktung begann mit Nahrungsergänzungsmitteln, reichte aber über materielle Güter weit hinaus. Arnold Schwarzenegger, der in seinen ersten beiden Filmen noch das Pseudonym Arnold Strong führte, legte dieses ab. Sein langer und für viele Amerikaner unaussprechlicher Nachname wurde bereits in den 1970er Jahren zum Synonym für den Kraftsport schlechthin. Im Zeitraum von 1967 bis 1975 posierte Schwarzenegger in 50 Wettbewerben, kam 47-mal auf das Siegerpodest und wurde fünfmal zum Mr. Universum und siebenmal zum Mr. Olympia gekürt. In der 1977 erschienenen Dokumentation Pumping Iron sprach Schwarzenegger über sein Verständnis von Bodybuilding, seinen Körper zu modellieren ähnlich wie ein Bildhauer eine Skulptur meißelt. Schwarzenegger posierte vor Kunststudenten und wurde gezeichnet und nachmodelliert.
Schwarzenegger war nicht nur in Weiders Zeitschrift Muscle & Fitness meistfotografiertes Model und am häufigsten auf der Titelseite zu sehen, sondern wurde zusehends in Gesellschaftszeitschriften und sogar politischen und Nachrichtenmagazinen wie dem Spiegel oder dem Time magazine dargestellt. Schwarzenegger wurde immer häufiger im Nadelstreifenanzug gezeigt und trug zur Kultivierung des Selbstverständnisses bei, dass körperliche Ertüchtigung ein Teil des Lebens sein solle. Sportliche Fitness oder Bodyshaping sind Begriffe, die in den 1980er Jahren regelrecht gesellschaftsfähig wurden. Schwarzeneggers Popularität trug einen Teil dazu bei, dass Fitnessstudios ihr bis in die 1960er Jahre recht zwielichtiges Image ablegen konnten.
Schwarzenegger wurde auch in den Werbungen für einige namhafte Unternehmen genutzt. So warb Schwarzenegger in der E.ON-Werbung zur Kampagne E.ON-MixPower mit dem Werbespruch Mix it, Baby! für eine individuelle Gestaltung des Energiemixes und schüttelte in dieser Werbung elektrische Haushaltsgegenstände durch die Luft. Und in einer Werbung für die Automobilfirma BMW spielte er einen menschlichen Gott mit elektrokinetischen Kräften. Ebenso trat er als Darsteller in einer japanischen Nudelfirma auf. Selbst „Doppelgänger“ von Schwarzenegger oder die Terminator-Filmfigur dienen manchen Unternehmen als Werbeträger.
Im Oktober 2013 gab Schwarzenegger laut Bericht der New York Post bekannt, er betreibe Lobbyarbeit, um eine Verfassungsänderung zu erwirken, die es ihm erlauben würde, als nicht gebürtiger US-amerikaner bei den Präsidentschaftswahlen 2016 für das Amt des Staatspräsidenten kandidieren zu können. Noch im selben Monat bestritt er jedoch ein solches Vorhaben. Im Jahr 2003 hatte es mit dem Equal Opportunity to Govern Amendment einen weithin als „Amend for Arnold“ bezeichneten Entwurf für eine Verfassungsänderung gegeben, die vorsah, dass das Präsidentenamt auch nicht-gebürtigen US-amerikanern theoretisch offen steht. Im Jahr 2004 startete eine Kampagne für die vorgeschlagene Grundgesetzänderung, in dieser Kampagne war Schwarzenegger jedoch nicht persönlich involviert, er hatte sich aber gegenüber der vorgeschlagenen Verfassungsänderung zustimmend geäußert. Im Jahr 2023 kommentierte Schwarzenegger mehrmals, dass er der Überzeugung ist, große Chancen bei der Präsidentschaftswahl in den Vereinigten Staaten 2024 zu haben und ein guter Präsident zu sein, wenn es ihm denn erlaubt wäre, zu kandidieren.
In Bezug auf sein erreichtes Lebenswerk und ihm wichtige Weggefährten wie seine Trainingspartner Franco Columbu, Reg Park und Wag Bennett, seine Förderer Alfred Gerstl und Joe Weider sowie die Regisseure Bob Rafelson und Ivan Reitman erklärt Arnold Schwarzenegger im Netflix-Dokumentarfilm Arnold von 2023 bilanzierend: „Wenn mir jemand sagt: Arnold, du bist das perfekte Beispiel für einen Selfmademan. Dann denke ich, meine Motivation und meine Visualisierung, die kommen von mir. Aber beim Rest hatte ich jede Menge Helfer. Ihr könnt mich Arnie nennen, Schnitzel oder auch Kraut. Aber bitte niemals Selfmademan, denn das bin ich nicht.“

### Popkultur
Der Kult um Schwarzenegger ebbte mit seinem verstärkten politischen Engagement etwas ab. Jedoch wird seiner Person nach wie vor Bedeutung und Interesse beigemessen, wie zahllose Parodien zeigen. Die Figur des vornehmlich in Actionfilmen auftretenden Rainier Wolfcastle in der amerikanischen Serie Die Simpsons basiert auf Schwarzenegger, in Die Simpsons – Der Film war Schwarzenegger selbst Präsident der USA. Selbiges wird auch in Demolition Man behauptet, in dem Sylvester Stallone als Hauptdarsteller zu sehen ist.
Die steirischen Stoakogler bedachten ihn 1992 in ihrem Hit Steirermen san very good im Refrain. Anlässlich seines 60. Geburtstages im Juli 2007 veröffentlichte der österreichische Karikaturist Manfred Deix die satirische Bilderbuch-Biografie Arnold Schwarzenegger. Die nackte Wahrheit über sein Leben als „Bodybuilder, Mister Universum, Womanizer, Muttersohn, Barbar, Behindertenfreund und Gouverneur“, so Deix im Vorwort.
Am 6. April 2013 trat Schwarzenegger für World Wrestling Entertainment bei deren Ruhmeshallenzeremonie auf und hielt die Laudatio für seinen langjährigen Freund Bruno Sammartino. Nur zwei Jahre später wurde er selbst als Ehrenmitglied in die Ruhmeshalle aufgenommen, die Laudatio hielt der mehrfache WWE Champion Triple H. Als Terminator (T-800) ist Arnold Schwarzenegger Teil des Computerspiels WWE 2K16 von World Wrestling Entertainment. Außerdem ist er beispielsweise in Terminator-Manier im Trailer zum Spiel zu sehen.
Am 24. Mai 2019 veröffentlichte Arnold Schwarzenegger gemeinsam mit dem österreichischen Schlagerstar Andreas Gabalier einen Song mit dem Titel „Pump it Up“. Im Mai 2025 erschien mit der deutschen Country- und Rockband The BossHoss der Titel I’ll Be Back.

### Wissenschaft
In der Geisteswissenschaft wurde bislang vor allem Schwarzeneggers filmisches Werk thematisiert. So interpretierte der Journalist Helmut Merschmann im Jahr 2000 den Kinofilm Last Action Hero als Paradebeispiel für die Übertragung der Ästhetik der Postmoderne in den Bereich der Mainstream-Kultur. Der Medienphilosoph Konrad Leiner alias QRT vertrat 1999 eine ähnliche Position zu Last Action Hero: „Schwarzenegger [gelingt] ein äußerst raffiniertes Crossover aus Komödie, Actionfilm, Polizeifilm, Kinderfilm und Serial, und dabei ein sehr intelligentes Spiel mit autoreflexiven und iterativen Ebenen. Wie die postmoderne Ästhetik es vorschreibt, ist der Film überwuchert mit Quotations, Zitaten, Placements und sogar Selbstzitaten aus früheren Schwarzeneggerfilmen.“ Der Philosoph Peter Sloterdijk erkannte 1994 im Genre des Actionfilms, das Schwarzenegger maßgeblich geprägt hat, eine „Gattung experimenteller Vor- und Frühgeschichtsschreibung“. Über den zweiten Teil der Terminator-Reihe schrieb Sloterdijk, der Film schicke mit Hilfe seines Grundthemas, nämlich „Laufen und Schießen“, „seine Sonden ins Hominisationsfeld [zurück], um sich und uns über den realen Inhalt der vorgeschichtlichen Menschenbildung aufzuklären“.
Politikwissenschaftlich orientierte, aber nicht im strengen Sinne akademische Studien zu Schwarzeneggers Amtszeiten als Gouverneur von Kalifornien wurden u. a. von den Journalisten Daniel Weintraub (The Sacramento Bee) und Joe Matthews (Los Angeles Times) verfasst. Mit dem Begriff „Blockbuster Democracy“ umschrieb Matthews den Politikstil Schwarzeneggers, der Demokratie und Entertainment stärker als je zuvor verknüpft habe. Weintraub bezeichnete Schwarzenegger als „Party of One“ und damit als wegweisende Figur für eine nicht länger parteipolitisch orientierte Form der Demokratie, in der flexible, unideologische Wechselwähler zunehmend den Ton angeben. Unter den zahlreichen Biographien über Schwarzenegger gehen Laurence Leamers Fantastic. The Life of Arnold Schwarzenegger (2005) und Marc Hujers Arnold Schwarzenegger. Die Biographie (2009) am detailliertesten auf Schwarzeneggers politische Karriere ein.
Die erste umfassende geisteswissenschaftliche Studie zu Schwarzenegger legte der Kunsthistoriker und Philosoph Jörg Scheller 2012 vor. In seinem Buch Arnold Schwarzenegger oder Die Kunst, ein Leben zu stemmen widmet er sich Schwarzenegger als mythologischer Figur. Scheller analysiert u. a. Schwarzeneggers Ausflüge ins Kunstsystem der 1970er Jahre, als Body und Performance Art sowie Grenzgänge zwischen Hochkultur und Subkultur en vogue waren, und beleuchtet Schwarzeneggers Bekanntschaft mit Andy Warhol. Darüber hinaus erkennt er Parallelen zwischen dem Mythos Schwarzenegger und dem antiken Mythos des Herkules, da beide Figuren keinen semantischen Kern aufwiesen und sich stattdessen durch performative Kompetenzen wie Kraft und Ausdauer auszeichneten: „Schwarzenegger gilt wie Herakles/Herkules über ideologische Grenzen hinweg als Paradebeispiel für Selbstüberschreitung und zeichnet sich durch die typische Widersprüchlichkeit des antiken Helden aus, die einzig durch das diskursive Band der Mythologie zusammengehalten wird.“ Auch Nietzsches vitalistisch-biologistische Konzeption des Übermenschen lässt sich Scheller zufolge für ein besseres Verständnis Schwarzeneggers heranziehen, da Nietzsche den Übermenschen als heiteres, macht- und körperbewusstes Wesen ohne ideologischen oder religiösen Eifer charakterisiert habe. Diesem Ideal entspreche Schwarzenegger hinsichtlich der für ihn typischen „ausgleichenden Pendelbewegungen zwischen Exzess, Hybris, Widersprüchlichkeit und Spontanität auf der einen, Kompromissbereitschaft, Anpassung und postideologischem Denken auf der anderen Seite“.

### Auszeichnungen außerhalb von Sport und Film
- 1991: Preis der Auslandsösterreicher
- 1991 National Leadership Award der Simon-Wiesenthal-Stiftung[93] (1. Verleihung)
- 1993: Großes Goldenes Ehrenzeichen für Verdienste um die Republik Österreich,[94] verliehen  am 13. März 1993 durch Bundespräsident Thomas Klestil[95]
- 1996: Ehrendoktorwürde der University of Wisconsin in Superior[96]
- 1997: Benennung des Arnold-Schwarzenegger-Stadions in Graz-Liebenau; dieses wurde allerdings aus Anlass der Debatte über die durch Schwarzenegger versagte Begnadigung des zum Tode verurteilten Stanley Williams und infolge des anschließenden Entzugs der Namensrechte durch Schwarzenegger von der Stadt Graz 2006 wieder umbenannt. Inzwischen heißt es Merkur Arena.
- 1997: National Leadership Award der Simon-Wiesenthal-Stiftung[97] (2. Verleihung)
- 2001:  Ehrendoktorwürde der privaten IMADEC University in Wien;  die Verleihung erwies sich aber 2006 nach einem Spruch des österreichischen Verwaltungsgerichtshofes als ungültig, da Privatuniversitäten kein Recht zur Verleihung von Ehrendoktortiteln besitzen.[98]
- 2012: Ernennung zum Professor bei dem nach ihm benannten "Schwarzenegger Institute for State and Global Policy" in Kalifornien. Hier will er sich für eine zukunftsgerichtete Politik einsetzen.[99]
- 2017: Kommandeur der französischen Ehrenlegion, verliehen durch Staatspräsident François Hollande für sein Engagement für den Umweltschutz[100]
- 2017: Bambi in der Kategorie „Unsere Erde“  für sein Engagement für den Umweltschutz[101]
- 2017: Ehrenring des Landes Steiermark[102]
- 2018: Benennung der kleinsten bisher bekannten Fliege nach Schwarzenegger (Megapropodiphora arnoldi)[103]
- 2020: Großes Goldenes Ehrenzeichen mit dem Stern für Verdienste um die Republik Österreich, verliehen am 17. September 2020 durch Bundespräsident Alexander Van der Bellen[104]
- 2022: Sonderpreis des Blauer Panther – TV & Streaming Award für sein Engagement in sozialen Medien gegen Propaganda und Desinformation zum russischen Angriffskrieg in der Ukraine,[105] überreicht am durch 27. September 2022 durch den bayerischen Ministerpräsidenten Markus Söder
- 2024: Ehrendoktorwürde der Berliner Hertie School[106]

### Gesundheit
Schwarzenegger ist mit einer bikuspiden Aortenklappe auf die Welt gekommen. 1997 wurde ihm eine künstliche Herzklappe eingesetzt. Als diese bei einer „experimentellen Operation“ via Katheter Ende März 2018 im Cedars-Sinai-Krankenhaus in Los Angeles ausgetauscht werden sollte, traten Komplikationen auf und es wurde auf eine konventionelle Variante des Eingriffs gewechselt, bei welcher der Brustkorb geöffnet wird. Ferner hat er eine neue Hüfte. Im Oktober 2020 unterzog sich Schwarzenegger einer erneuten Herz-OP, bei der ihm eine neue Aortenklappe eingesetzt wurde, die zu seiner Pulmonalklappe von 2018 passt.

## Hörbücher
- 2012: Total Recall. My Unbelievably True Life Story, Simon & Schuster Audio & BookBeat
- 2023: Be Useful. Seven Tools for Life, Penguin Audio & Audible

## Publikationen
- Be useful. Sieben einfache Regeln für ein besseres Leben. Übersetzt von Bernhard Josef und Ariane Böckler. Quadriga, 2024, ISBN 978-3-404-06019-1.
- mit Peter Petre: Total Recall. Die wahre Geschichte meines Lebens. Hoffmann und Campe, Hamburg 2012, ISBN 978-3-455-50278-7. (Autobiografie mit vielen Fotos)[111]
- Bodybuilding für Männer: Das perfekte Programm für Körper- und Muskeltraining. Heyne Verlag, München 2004, ISBN 3-453-87991-0.
- mit Douglas Kent Hall: Karriere eines Bodybuilders. 6. Auflage. Wilhelm Heyne Verlag, München 1991, ISBN 3-453-41625-2.